# کوین رضا
کوین رضا (فرانسوی: Kévin Reza‎؛ زادهٔ ۱۸ مهٔ ۱۹۸۸) دوچرخه‌سوار اهل فرانسه است.
از باشگاه‌هایی که در آن رکاب زده‌است می‌توان به تیم دوچرخه‌سواری اف‌دی‌جی، تیم دوچرخه‌سواری دیرکت انرژی و تیم دوچرخه‌سواری ویتال کونسپت اشاره کرد.